# Јапанска лака крстарица Јура
Крстарица Јура је била трећи од шест бродова серије јапанских лаких крстарица класе Нагара, и као и остали бродови ове класе, била је намењена да служи као заставни брод флотила разарача. Име је добила по реци Јура, која протиче у близини града Кјото, Јапан.

## Служба

### Рани период
Јура је грађена у бродоградишту Сасебо и комплетирана ја 20. марта 1923. године. Током 1930. године, Јура се користи као тест платформа за авио катапулт, који је постављен испред командног моста, а скинут је у периоду 1933. – 1934. године, када је постављен на средини брода нови ротирајући катапулт, као и јарбол на коме се налазила дизалица за хидроавионе. За време Манџуријског инцидента, Јура је почетком 1932. године била у близини Шангаја, а у периоду од 1937. до 1939. године, покривала је искрцавања јапанских трупа на обалама Кине.

### Рана фаза пацифичког рата
Дана, 1. септембра 1941. године, крстарица Јура је постала заставни брод 5. подморничке флотиле, под командом контраадмирала Даиго Тадашигеа. Она је придодата снагама јужне области, и базира на острву Хаинан. У време напада на Перл Харбор, Јура покрива прву групу снага за инвазију Малаје, која се искрцала јужно од рта Камау, Француска Индокина.
Јура и њен скадрон добијају 9. децембра наређење да пресретну и потопе британске снаге „Z“ (бојни брод Принс оф Велс, бојни крсташ Рипалс и 4 разарача). Иако је крстарица Јура примила извештај од подморнице И-65 да су британски бродови опажени, извештај је био сувише нејасан, а радио-сигнал јако лош. Зато су британски бродови сутрадан потопљени од јапанских торпедних бомбардера из 22. ваздушне флоте, базираних у Индокини, пре него што је Јура са својим подморницама ступила у акцију.
Крстарица Јура је прикључена снагама за инвазију Саравака и Брунеја од 13. до 26. децембра 1941. године, покривајући десанте код места Мири, Сериа, Лутонг и Кучинг. Око 2.500 војника из Кагавучијеве јединице и Јокосука бр. 2 специјалне десантне јединице, су брзо освојиле аеродром и нафтна поља код места Мири. Када је операција завршена, Јура се враћа у своју базу у заливу Кам Ран – Француска Индокина, и ту остаје до краја године.
Фебруара 1942. године, Јура је придодата Трећој флоти вицеадмирала Ибо Такашија, из састава Јужних снага, и покрива инвазију Суматре, штитећи искрцавања трупа код Палембанга, на оству Банка, у заливу Бантам и код Мерака на Јави.
Дана, 1. марта 1942. године, холандска подморница K-XIV успоставља визуелни контакт са крстарицом Јура и напада, лансирајући два торпеда са даљине између 2.500 и 3000 метара, али оба промашују. Јапанци врше шест напада дубинским бомбама, бацајући око 25 дубинске бомбе, али подморница K-XIV преживљава ове нападе и бежи кроз Сунда пролаз ка Коломбу, Цејлон. Четири дана касније, 4. марта, Јура спашава посаду танкера Erimo (потопљен од америчке подморнице С-39), a 6. марта је прикључена 1. ескортној групи, и наставља да покрива искрцавања јапанских трупа на Суматри и Андаманска острва до краја месеца.

### Индијско океански препад
Априла 1942. године, Јура учествује у Индијско океанском препаду, у склопу 2. експедиционе флоте, под командом вицеадмирала Озаве. Крстарица Јура, са разарачима Ајанами, Југири, Асагири и Ширакумо напушта Мергуи и крстари по Бенгалском заливу заједно са крстарицама Чокаи, Сузуја, Кумано, Микума и Могами, и лаким носачем авиона Рјуџо, нападајући савезничке трговачке бродове.
Дана, 6. априла 1942. године, 14 наутичких миља источно од Калингапатама у Бенгалском заливу, Јура и разарач Југири потапају холандски трговачки брод Batavia, на путу од Калкуте ка Карачију. Поред тога, Јура и Југири су потопили холандски моторни једрењак Banjoewangi и британски трговачки брод Taksang. Крајем априла, крстарица Јура се враћа у Сасебо ради ремонта.

### Битка за Мидвеј
Крстарица Јура постаје 10. маја 1942. године, заставни брод 4. флотиле разарача под командом контраадмирала Нишимуре. У бици за Мидвеј, Јура се налазила у склопу 2. флоте вицеадмирала Нобутаке Конде, предводећи 7 разарача из 2. и 9. дивизије разарача. Крстарица Јура није директно учествовала у борби, током битке за Мидвеј.

### Соломонова острва
Дана, 7. августа 1942. године, Сједињене Америчке Државе започињу операцују „Watchtower", ради повратка Гвадалканала и Соломонових острва. Крстарица Јура је послата ка бази Трук, заједно са 2. флотом вице-адморала Конде, са задатком да прати допремање појачања јапанским снагама на Гвадалканал, те је стога, 24. августа, учествовала у бици код Источних Соломонових острва. У тој бици, Јапанцима је потопљен носач авиона Рјуџу, а оштећен носач хидроавиона Читосе. Крстарица Јура пролази без оштећења и 5. септембра 1942. године, се враћа у базу Трук.
Преостали део септембра, крстарица Јура патролира између атола Трук, Гвадалканала и Шортлендских острва. Дана, 25. септембра 1942. године, док је пловила ка острву Шортленд, Јура је нападнута од два америчка бомбардера Б-17 летеће тврђаве, из 11. бомбардерске групе базиране на острву Еспириту Санто, али успева да избегне бомбе и пролази са малим оштећењима.
Америчка подморница Скалпин, 11. октобра 1942. године, шаље извештај да је уочила и са једним торпедом погодила крстарицу Јура, причинивши јој мање штете. После ратна испитивања овог напада, нису успела да докажу, да је у овом нападу Јура претрпела било каква оштећења.
Дана, 12. октобра 1942. године, Јура напушта Шортланд ескортујући носаче хидроавиона Нишин и Читосе, који су се враћали од Гвадалканала, након једног транспортног пута, а 14. октобра, Јура учествује у искрцавању 1.100 јапанских војника код рта Есперанс, Гвадалканал. Следећи „Токио Експрес“ – брзи транспорнти пут ка Гвадалканалу, извршен је 17. октобра, пребацујући 2.100 војника, гранате за артиљерију и против-тенковске топове.
При повратку ка острву Шортленд, 18. октобра 1942. године, крстарица Јура је нападнута од америчке подморнице Гремпас, у близини острва Шуазел. Гремпас испаљује четири торпеда ка крстарици Јура. Један торпедо погађа крстарицу али не експлодира, и Јура напушта област са једним малим удубљењем на левом боку.
Крстарица Јура напушта Шортлен 24. октобра 1942. године, заједно са разарачима Акизуки, Харусаме, Мурасаме и Јудачи, под командом контраадмирала Такамија, са задатком да бомбардује Гвадалканал.
Код северног прилаза пролазу Индиспенсебл, 25. октобра 1942. године (дан пре битке код острва Санта Круз), крстарица Јура, која је предводила разараче у напад из правца острва Санта Изабел, је нападнута од 5 авиона  донтлис, из ВС-71 и бива погођена са две бомбе у близини машинског одељења. Већа количина воде продире у брод. Након што је примио ижвештај о нападу, вицеадмирал Микава, командант 8. флоте, отказује бомбардерску мисију контраадмирала Такамија, и бродови узимају курс за повратак ка Шортленду. На повратном путу, крстарица Јура је нападнута од 3 авиона Бел П-39 и 4 авиона  донтлис, али они не проузрокују никаква нова оштећења. Капетан Сато покушава да насуче крстарицу Јура, али је она поново нападнута из ваздуха; 4 SBD донтлис, 3 Граман F4F и 4 Бел П-39. Убрзо након овог напада, Јура је нападнута од 6 америчких бомбардера Боинг Б-17. Последња два ваздушна напада су била прецизна и изазивају пожар на крстарици Јура.
У 18:30 сати, нако што је посада прешла на разраче, Харусаме и Јудачи торпедују крстаицу Јура, која се прелама на два дела и предњи тоне одмах а задњи у 19:00 сати, након артиљеријске ватре са разарача Јудачи.
Крстарица Јура је обрисана из списка јапанске морнарице 20. новембра 1942. године.

## Листа Капетана
- Капетан Масахару Озоегава – 20. март 1923 — 1. децембар 1923.
- Капетан Кијоши Ишикава – 1. децембар 1923 — 1. новембар 1924.
- Капетан Шика Накахара – 1. новембар 1924. –2. јул 1925.
- Капетан Нобуђиро Шигеока – 2. јул 1925 — 25. август 1925.
- Капетан Васуке Комаки – 25. август 1925 — 1. новембар 1926.
- Капетан Соему Тојода – 1. новембар 1926 — 15. новембар 1927.
- Капетан Такенори Икеда – 15. новембар 1927 — 10. децембар 1928.
- Капетан Томисабуро Отагаки – 10. децембар 1928 — 1. новембар 1929.
- Капетан Сензо Вада – 1. новембар 1929 — 1. децембар 1930.
- Капетан Ђиро Огура – 1. децембар 1930 — 1. децембар 1931.
- Капетан Уматаро Танимото – 1. децембар 1931 — 1. децембар 1932.
- Капетан Киичи Томита – 1. децембар 1932 — 15. јун 1933.
- Капетан Рокузо Сугијама – 15. јун 1933 — 5. новембар 1933.
- Капетан Ацуши Касуга – 5. новембар 1933 — 1. новембар 1934.
- Капетан Сеисаку Вакабајаши – 1. новембар 1934 — 25. октобар 1935.
- Капетан Саиширо Томонари – 25. октобар 1935 — 1. децембар 1937.
- Капетан Сакае Токунага - 1. децембар 1937 — 15. новембар 1938.
- Капетан Хисаши Ичиока – 15. новембар 1938 — 1. новембар 1939.
- Капетан Ђисаку Уозуми - 1. новембар 1939 — 1. септембар 1941.
- Капетан Терухико Мијоши – 1. септембар 1941 — 20. април 1942.
- Капетан Широ Сато – 20. април 1942 — 25. октобар 1942.